# Innerfeldtal
Das Innerfeldtal (italienisch Val Campo di Dentro) ist ein kleines, vom Sextental unweit des Stausees des Sextner Bachs nach Süden abzweigendes, nicht offen einsehbares, langgezogenes, sichelförmiges Seitental im östlichsten Teil von Südtirol. Es gehört zur Gemeinde Innichen und größtenteils zum Naturpark Drei Zinnen.

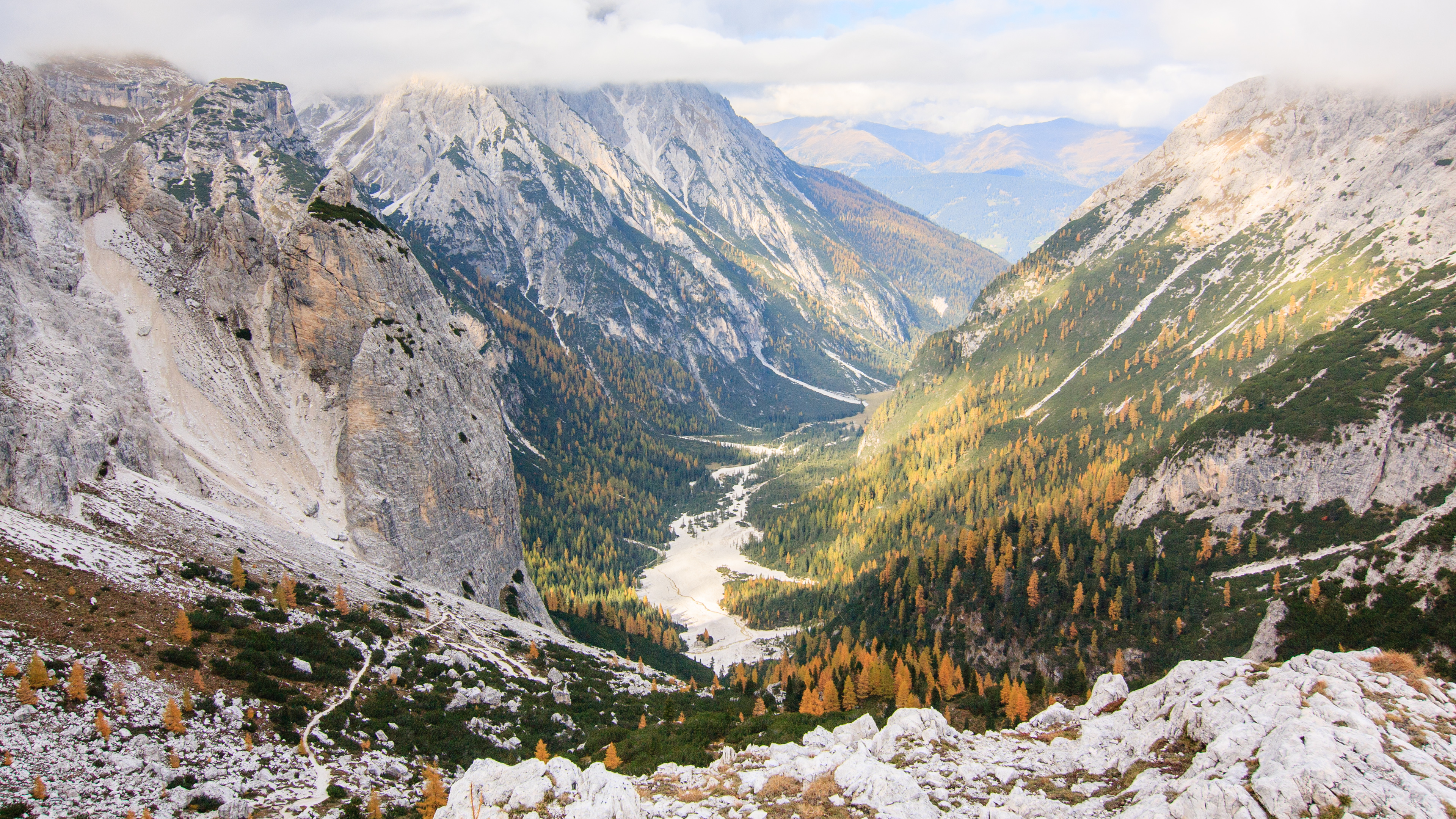
Blick ins Innerfeldtal beim Abstieg vom Toblinger Knoten.

## Lage und Bedeutung
Das Innerfeldtal führt zwischen Haunold und Birkenkofel im Westen und der Dreischusterspitze im Osten in die Sextner Dolomiten. Es ist über die Parkplätze „Gwengwiesen“ und dem des namensgebenden Tales zu erreichen.
Das Tal ist für seine landschaftliche Schönheit, insbesondere seine Lärchenwiesen im Taleingang und der ebenfalls dort vorhandenen Artenvielfalt der Blumen, überregional bekannt und führt in den Naturpark Drei Zinnen, vorbei an einigen Gipfeln der Sextner Sonnenuhr. Vom Parkplatz Innerfeldtal (1509 m) gelangt man auf den gemeinsamen Boden der Dreischusterspitze und dessen Gsell. Das Tal bildet nach einem Aufstieg durch eine mit Drahtseilen gesicherte, kaminartige Rinne ebenfalls Ausblick auf die markanten Drei Zinnen.
Die Fernwanderwege 105 zum Gwengalpenjoch (2246 m), die Wanderwege 8 über das Birkenschartl (2540 m) und 10 über das Große Wildgrabenjoch (2289 m) oder den Schwalbenkofel (2856 m) münden in dieses Tal. In den 10er mündet der 9er über die Lückele-Scharte (2545 m) und entlang des Mitteralpsees.
Im Talschluss befindet sich die Dreischusterhütte (ital. Rifugio Tre Scarperi).

## Geschichte
Urkundlich ist das Innerfeldtal mit der am Taleingang befindlichen Ortslage Kalkofen (Chalchouen, Kalchouen) in einer Aufzeichnung des Stifts Innichen aus der Zeit um 1200 bezeugt.